# Gonario Ier de Lacon-Gunale
Gonario Ier de Lacon-Gunale, ou  Gonario-Comita de Lacon-Gunale (... – 1038), est Juge de Logudoro et également le premier Juge qui règne sur le Judicat d'Arborée de 1015 à 1038.

## Biographie
On ignore l'origine et la date de naissance de Gonario Ier qui est même parfois considéré comme deux personnes distinctes : Gonario - qui règne jusqu'en 1022 - et Comita - de 1022 jusqu'en 1038. On sait par contre qu'il est originaire du Judicat de Logudoro. Il devient probablement Juge d'Arborée, charge qu'il est le premier à exercer vers l'an 1000 et il est certainement le chef des Judicats qui doit faire face à l'invasion musulmane de Mujāhid al-'Āmirī, émir de  Dénia entre 1015 et 1026.  Pour faire front à ces invasions, il réclame l'aide du Pape, lequel à son tour sollicite une intervention des seigneuries génoises et pisanes. Les deux cités sont à cette époque des Républiques maritimes naissantes et accueillent ces requêtes comme une importante occasion de développer leur propre expansion. Il a comme successeur dans les deux Judicats Barisone Ier.